# Illangó
Az Illangó az "ill" szógyökből ered, amit megtalálunk a csillog, villan, pillant, illan stb. szavakban. Illangó ősi magyar tündérnév, jelentése így van feltüntetve: fürge, gyors lábú tündér, kiemelve hogy nem pillangó.

## Gyakorisága
Az 1990-es években szórványos név, a 2000-es években nem szerepel a 100 leggyakoribb női név között.

## Névnapok
Ajánlott névnap:
- augusztus 18.[3]
- október 12.[2]

## Híres Illangók
Pintér Illangó író, költő

## Egyéb Illangók
- Jókai Mór Bálványosvár című regényében tündérnév
- Böszörményi Gyula Gergő és a táltosviadal című könyvében is előfordul.